# Chico Total
Chico Total foi um programa de humor comandado pelo humorista Chico Anysio, produzido e exibido pela TV Globo de 10 de março a 4 de dezembro de 1981. Era exibido uma vez por mês, dentro da faixa de programação de nome Sexta Super. O programa voltou ao ar no ano entre 6 de abril a 14 de dezembro de 1996, seguindo o formato comum dos programas de Chico Anysio, com a platéia presente no saudoso Teatro Fênix, esquetes humorísticos, agora com redação final de seu filho Bruno Mazzeo. Era exibido nas noites de sábado, tendo saído do ar ainda naquele ano, devido não só à baixa audiência mas também por um acidente doméstico em que Chico fraturou a mandíbula, impossibilitando-o de atuar por um período - Chico Anysio só voltaria ao ar em 1999, com O Belo e as Feras.

## Primeira versão -1981

### Direção
- Eduardo Sidney
- Zelito Viana

### Redação
- Arnaud Rodrigues
- Irvando Luís
- Marcos César
- Mário Tupinambá
- Nani
- Ghiaroni

### Redação Final
- Chico Anysio

### Produção
- Jack Ades

### Edição
- Paulo Ghelli

### Produção
- Jack Ades
- Salem Barbosa

## Segunda Versão -1996

### Elenco
- Alexandra Richter
- Alice Borges
- Alzira Andrade
- Ana Borges
- André Bonow
- André Lucas
- André Mattos
- Ariel Coelho
- Ataíde Arcoverde
- Beta Madruga
- Berta Loran
- Brandão Filho
- Carla Daniel
- Carlos Bonow
- Carlos Machado
- Castrinho
- Ciro Jatene
- Clarice Niskier
- Cláudio Torres Gonzaga
- David Pinheiro
- Diego Larrea
- Eduardo Martini
- Eliezer Motta
- Estelita Bell
- Fernanda Nobre
- Francisco Milani
- Gisele Fraga
- Heloísa Périssé
- Ingrid Fridman
- Ingrid Guimarães
- João Cláudio Moreno
- João Neto
- Jorge Cherques
- Juraciara Diácovo
- Karen Acioly
- Karla Karenina
- Leandro Hassum
- Leonardo Serrano
- Lúcio Mauro
- Lug de Paula
- Luís Delfino
- Luiz Carlos Tourinho
- Lupe Gigliotti
- Marya Bravo
- Milton Carneiro
- Mônica Martelli (nos primeiros episódios como Mônica Garcia)
- Monique Evans
- Orlando Drummond
- Patrícia Evans
- Paulo César "Duplex"
- Ruben Gabira
- Selma Lopes
- Sérgio Hondjakoff
- Sheila Matos
- Stella Freitas
- Suely May
- Thelma Reston
- Valéria Valenssa
- Vinnicius Marques
- Zezé Macedo

### Redação
- Ayres Vinagre
- Bernardo Guilherme
- Bruno Mazzeo
- Chico Anysio
- Marcelo Gonçalves
- Nani
- Paulo Duarte
- Péricles de Barros
- Ricardo Hofstetter

### Roteirista
- Bruno Mazzeo

### Supervisão de Criação
- Chico Anysio

### Direção e Direção Geral
- Reynaldo Boury
- Francisco Milani (a partir de Maio de 1996)
- Marcelo Saback (a partir de Maio de 1996)